# Eliseo Mouriño
Pour les articles homonymes, voir Mourinho (homonymie).
Eliseo Mouriño est un footballeur argentin né le 3 juin 1927 à Buenos Aires et mort le 3 avril 1961 à Nevado de Longaví lors de la tragédie de Green Cross. Il évoluait au poste de milieu de terrain.

## Carrière
- 1948-1952 : Banfield ( Argentine)
- 1953-1960 : Boca Juniors ( Argentine)[1]

## Palmarès
- Champion d'Argentine en 1954 avec Boca Juniors